# Saint-Paulet-de-Caisson
 Saint-Paulet-de-Caisson  es una población y comuna francesa, situada en la región de Languedoc-Rosellón, departamento de Gard, en el distrito de Nimes y cantón de Pont-Saint-Esprit.

## Demografía
| 870 | 930 | 944 | 1141 | 1431 | 1602 | 1771 | 1788 |
| Para los censos de 1962 a 1999 la población legal corresponde a la población sin duplicidades (Fuente: INSEE [Consultar]) |     |     |      |      |      |      |      |